# British Aircraft Eagle

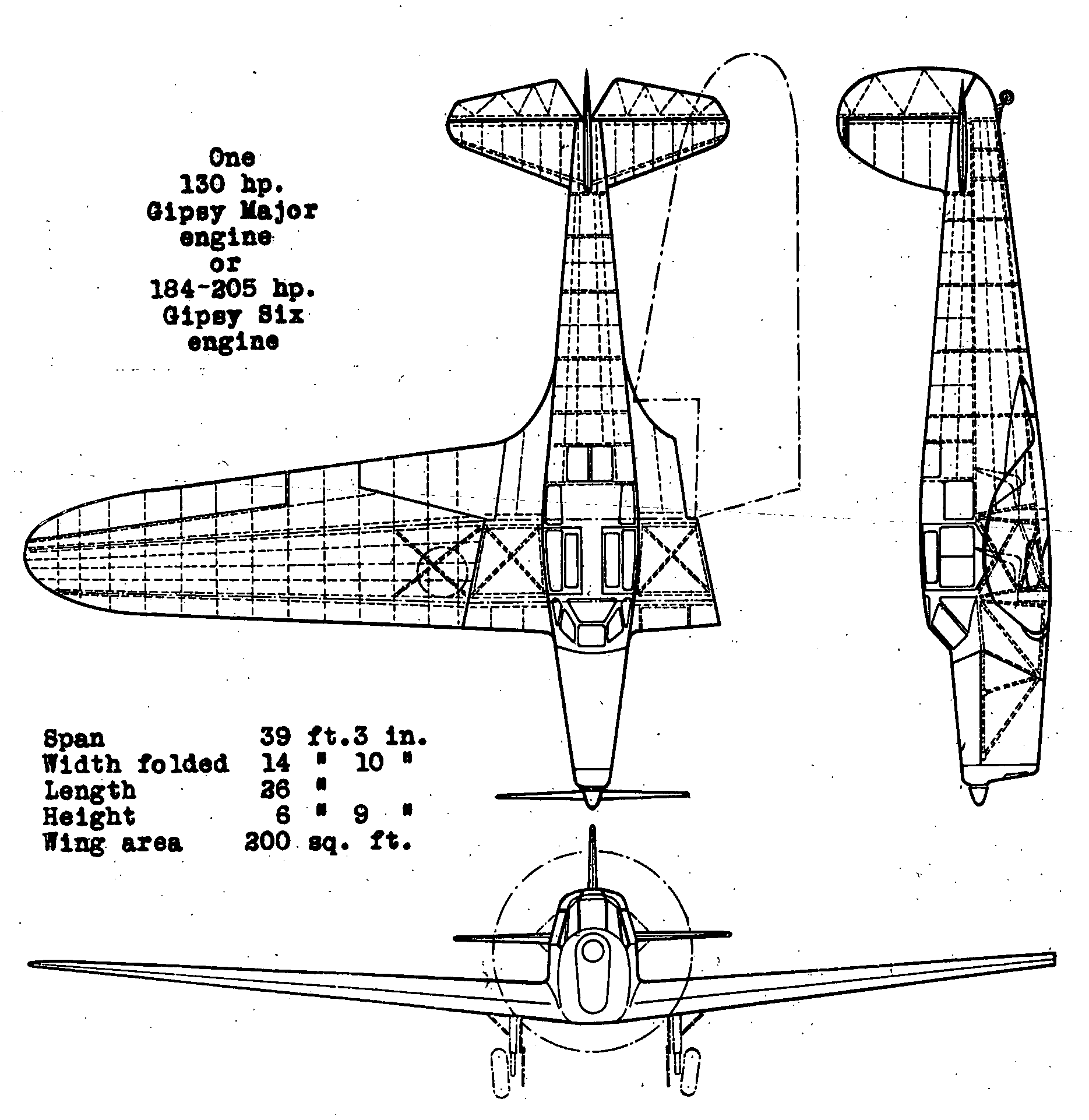
British Klemm Eagle, tekening met drie aanzichten

De  British Aircraft Eagle, kortweg B.A. Eagle, was een Brits eenmotorig laagdekker sportvliegtuig met drie zitplaatsen. Het toestel werd geproduceerd door British Klemm Aeroplane Company, dat later werd omgedoopt in de British Aircraft Manufacturing co. De eerste vlucht vond plaats in 1934. Er zijn in totaal 43 exemplaren geproduceerd.

## Ontwerp en historie
De B.K.1 Eagle was een ontwerp van G. Handasyde, hoofdontwerper bij de British Klemm. Het was een houten laagdekker met een intrekbaar landingsgestel. Er was in de gesloten cabine plaats voor één piloot en twee passagiers. De eerste vlucht was begin 1934, waarna er zes exemplaren werden gebouwd.
In 1935 werd het bedrijf omgedoopt tot British Aircraft Manufacturing Co. De opvolger van de eerste Eagle werd toen aangeduid als B.A. Eagle II. Deze versie had een aangepast richtingroer en een iets groter staartgedeelte. Van de B.A. Eagle II werden 37 exemplaren gebouwd, inclusief één toestel met een vast landingsgestel.
De Eagle vliegtuigen werden hoofdzakelijk verkocht aan privévliegers, maar ook een klein aantal aan vliegclubs of als zakenvliegtuig. En sommigen werden ingezet als racevliegtuig. Er deed eind 1934 een exemplaar mee aan de London – Melbourne race en in 1936 aan de Schlesinger Race tussen Engeland en Zuid-Afrika. Geen van beide toestellen wist de eindstreep te halen.
Tijdens de Tweede Wereldoorlog werden zeven Eagle’s ingezet door de RAF. Maar deze toestellen gingen allen verloren doordat de onderstellen te kwetsbaar bleken bij het gebruik door de Engelse luchtmacht.

## Varianten
B.K. Eagle
Originele productie-versie, 6 gebouwd.
B.A. Eagle 2
Aangepaste productie-versie met een aantal modificaties, 37 gebouwd.